# Ghanama
Ghanama (arab. غنمة) – wieś w Syrii, w muhafazie Aleppo, w dystrykcie Dżarabulus. W 2004 roku liczyła 1074 mieszkańców.